# トムソン航空の就航都市
ここではイギリスの航空会社トムソン航空の就航都市を示す。

## ヨーロッパ
- イギリス
  -  イングランド
    - ロンドン
      - ガトウィック
      - ルートン
      - スタンステッド

    - バーミンガム
    - ボーンマス
    - ブリストル
    - ドンカスター/シェフィールド
    - イースト・ミッドランズ
    - キングストン・アポン・ハル
    - リーズ/ブラッドフォード
    - リヴァプール
    - マンチェスター
    - サウザンプトン
    - ノリッジ
    - ニューカッスル・アポン・タイン
    - ティーズサイド

  -  北アイルランド
    - ベルファスト

  -  スコットランド
    - アバディーン
    - エディンバラ
    - グラスゴー
    - インヴァネス

  -  ウェールズ
    - カーディフ
- アイルランド
  - ダブリン
  - シャノン
  - コーク
- フランス
  - フィガリ
- イタリア
  - アルゲーロ
  - カターニア
  - ラメーツィア・テルメ
  - ナポリ
  - ピサ
  - ヴェネツィア
  - ヴェローナ
- スペイン
  - アリカンテ
  - バルセロナ
  - フエルテベントゥラ
  - ジローナ
  - イビサ
  - ランサローテ
  - ラス・パルマス・デ・グラン・カナリア
  - マラガ
  - レウス
  - マオー
  - パルマ・デ・マヨルカ
  - ラ・パルマ
  - テネリフェ
  - バレンシア
- ポルトガル
  - ファロ
  - フンシャル
- マルタ
  - ルア
- オーストリア
  - ザルツブルク
- クロアチア
  - ドゥブロヴニク
  - プーラ
- モンテネグロ
  - ティヴァト
- ギリシャ
  - ハニア
  - ケルキラ
  - イラクリオン
  - カラマタ
  - カヴァラ
  - ケファロニア
  - コス
  - ミコノス
  - プレヴェザ
  - ロドス
  - サモス
  - サントリーニ
  - スキアトス
  - テッサロニキ
  - ザキントス
- ブルガリア
  - ブルガス
  - ソフィア
- トルコ
  - アンタルヤ
  - ボドルム
  - ダラマン
  - イスタンブール
  - イズミル

## アフリカ
- エジプト
  - フルガダ
  - ルクソール
  - マルサ・アラム
  - マルサ・マトルーフ
  - シャルム・エル・シェイク
  - タバ
- チュニジア
  - モナスティル
- モロッコ
  - アガディール
  - マラケシュ
- カーボベルデ
  - ボア・ヴィスタ
  - サル
- ガンビア
  - バンジュール
- ケニア
  - モンバサ

## アジア
- キプロス
  - パフォス
  - ラルナカ
- イスラエル
  - テルアビブ
- インド
  - ゴア
- モルディブ
  - マレ
- スリランカ
  - コロンボ

## 南北アメリカ
- アメリカ合衆国
  - フォートローダーデール（チャーター便のみ）
  - マイアミ（チャーター便のみ）
  - オーランド
- メキシコ
  - アカプルコ（チャーター便のみ）
  - カンクン
  - コスメル
  - ウアトゥルコ（チャーター便のみ）
  - プエルト・バヤルタ
- キューバ
  - オルギン
  - バラデーロ
- ジャマイカ
  - モンテゴ・ベイ
- ドミニカ共和国
  - ラ・ロマーナ
  - プエルト・プラタ
  - プンタ・カーナ
  - サンタ・バーバラ・デ・サマナ
  - サントドミンゴ
- コスタリカ
  - リベリア
- バルバドス
  - クライストチャーチ
- アルバ
  - オラニエスタッド
- ベネズエラ
  - マルガリータ
- ブラジル
  - サルヴァドール